# Vente
 (octobre 2022).
- Si vous ne connaissez pas le sujet, laissez ce bandeau (vous pouvez alors contacter les auteurs).
- Si vous supprimez le contenu mis en cause (vous pouvez préalablement contacter les auteurs),

argumentez précisément cette suppression dans la page de discussion
(un manque de référence n'est pas un argument ; une recherche réelle de référence doit avoir été effectuée, être formellement documentée).
 (juin 2013).
Si vous disposez d'ouvrages ou d'articles de référence ou si vous connaissez des sites web de qualité traitant du thème abordé ici, merci de compléter l'article en donnant les références utiles à sa vérifiabilité et en les liant à la section « Notes et références ».
 (décembre 2024).
Une vente est une convention par laquelle le vendeur s'oblige à livrer un bien ou un service, et l'acheteur à le payer. En d'autres termes, une vente est une action par laquelle un bien ou un droit détenu par un vendeur est cédé à un acheteur contre une somme d’argent (prix de vente). Lorsque la contrepartie n'est pas de l'argent, alors il ne s'agit pas de vente mais d'un échange ou d'un troc.
En droit civil français, la vente est définie à l'article 1582 alinéa 1er du Code civil de 1804. C'est « la convention par lequel l'un s'oblige à livrer la chose et l'autre à la payer». La vente est parfaite entre les parties et la propriété est acquise de plein droit à l'acheteur à l'égard du vendeur, dès que l'on est convenu de la chose et du prix, quoique la chose n'ait pas encore été livrée ni le prix payé ».
A contrario, une vente n'a pas eu lieu, s'il n'y a jamais eu d'accord sur la chose (définition, erreur) ou sur le prix, quand bien même il y aurait eu paiement d'une somme ou livraison d'une chose.
Dans le langage courant, la vente est un ensemble d’actions et de démarches menées par un commercial (représentant, vendeur, courtier) dans le but de conclure un contrat de vente avec un client.
On peut distinguer la vente sédentaire où le lieu de la transaction se trouve chez le vendeur (vente en établissement) et la vente foraine ou à domicile, pour laquelle le lieu de transaction est chez le client ou dans un lieu tiers.
La vente peut résulter d'une négociation entre le vendeur et l'acheteur, aboutissant à un accord sur la chose et le prix. Elle est souvent régie par des Conditions générales de vente ou des Conditions particulières de vente et peut nécessiter l'édition d'un tarif.
Par extension, le terme vente a pu prendre des significations particulières :
- la vente, ensemble processus qui, depuis l'entrée en relation des parties, conduit à un accord écrit (bon de commande, contrat…), à la livraison ou l'exécution (dans le cas d'un service) et enfin au paiement.
- les ventes (au pluriel) en entreprise désignent la force de vente, le service ou la fonction commerciale chargé du pilotage et de la concrétisation des opérations propres à l'activité commerciale.

## L'esprit de la vente
Quelques idées générales sur l’esprit de la vente partagé par des praticiens du commerce non sédentaire (hors point de vente):
- L'acte de vente comporte une dimension de séduction.
- La vente requiert une double compétence, la connaissance du produit et la maîtrise de la relation.
- Vendre requiert des connaissances approfondies comme dans tout autre métier.
- La vente est favorisée par un certain comportement. Enthousiasme, optimisme, humour et simplicité sont des qualités comportementale de base qu'il est bon d'avoir. La vente n'est pas seulement une question de créativité, mais de compilation instinctive d'un ensemble de données (expérience, connaissances acquises en formation et essentiellement en situation, impressions ressenties, sensibilité personnelle) dans le but de convaincre et surtout de persuader. En effet, un client peut être convaincu mais non persuadé et ne pas acheter.
- La phase de vente commence dans une certaine mesure au premier refus du client.
- Ce n'est pas tant le produit qui est vendu que l'idée de celui-ci.
- La vente est facilitée par l'écoute du client. Avant d'argumenter, il est préférable de connaître les attentes de l'interlocuteur.
- La vente est l'un des actes les plus gratifiants du métier de vendeur. Elle résulte en fait d'une série d'autres actes plus ou moins contraignant (prise de rendez-vous, prospection, rédaction de rapport, tenue de fichier, relance, envoi de documentations, établissement de la note de frais, impayés épisodiques).
- « Qui que ce soit qu'on veuille persuader, il faut avoir égard à la personne dont il faut connaître l'esprit et le cœur, quels principes elle accorde, quelles choses elle aime, et ensuite remarquer dans l'objet dont il s'agit quels rapports il a avec ses principes et ses goûts. De sorte que l'art de persuader consiste autant en celui d'agréer qu'en celui de convaincre, tant les hommes se gouvernent plus par caprices que par raison. » Blaise Pascal, De l'Esprit géométrique et de l'Art de persuader, 1657.

## La vente par opposition au marketing
La vente et le marketing, souvent confondus, sont des activités très différentes. Entre les deux pôles extrêmes, on peut intercaler le marketing direct, la vente directe, etc.
|                               | Marketing           | Vente                                     |
| ----------------------------- | ------------------- | ----------------------------------------- |
| Relation                      | (?)                 | Synallagmatique ; relation de face à face |
| Finalité                      | Des parts de marché | Un chiffre d'affaires                     |
| Acteurs                       | Anonyme             | Un vendeur                                |
| Nature de l'objet de la vente | Une référence       | Une offre ad-hoc de produit ou service    |
| Prix                          | Fixé                | Négociable                                |
| Quantité                      | Grande quantité     | À l'unité                                 |
| Niveaux                       | Direction générale  | Terrain                                   |
| …                             | …                   | …                                         |
| Etc.                          | Etc.                | Etc.                                      |

## Les enjeux de la vente
Les ventes, exprimées tant en volume qu'en valeur, constituent le chiffre d'affaires soit les recettes vitales pour soutenir et développer l'activité d'une entreprise.

### Pour le vendeur
L'objectif du travail d'un vendeur est de « conclure une vente » : Il s'agit pour lui de recueillir un accord formel avec son client aux termes duquel ce dernier accepte d'acquérir les biens ou services offerts aux prix et conditions fixés par les conditions générales ou particulières de vente consenties par l'entreprise.
La bonne qualité de la relation avec le client,la bonne compréhension du besoin du client, le professionnalisme avec lequel les opérations sont conduites améliorent à court terme le degré de satisfaction de la clientèle et à moyen-long terme consolident la part de marché et la fidélité de la base clientèle de l'entreprise.
La vente peut être réalisée dans les cas les plus simples par un vendeur seul. Mais le plus souvent, la vente est menée par une équipe, composée de professionnels commerciaux mettant en œuvre des compétences complémentaires et articulant si nécessaire, l'intervention de niveaux hiérarchiques successifs.
Les trois formes de rémunération courantes des opérateurs intervenant dans la vente sont : le salaire fixe, la commission sur les ventes ou la combinaison des deux. La formule de rémunération choisie dépend du mandat et du rôle réel joué par l'opérateur réel dans la conclusion de la vente. En règle générale seuls les vendeurs ayant une intervention décisive sur la détection ou la conclusion de la vente reçoivent une rémunération variable exprimée en fonction du montant de la vente ou du profit généré.

### Pour le marketing
La vente fournit a posteriori la validation des décisions prises en amont dans le cadre du marketing mix (Produit/Distribution/Tarification/Communication). Une batterie d'indicateurs et d'analyses contribuent à cette validation : Mesure de la part de marché, quantification de la pénétration des produits (exprimée en Diffusion numérique et Diffusion valeur), appréciation de la pertinence de la segmentation en couples « Produits-marchés » et, in fine, vérification de la rentabilité générale de l'offre de l'entreprise.

#### Dimension Diffusion numérique
La Diffusion numérique (en abrégé DN) vise à mesurer la dimension extensive des résultats obtenus par une société offrant ses produits/services sur un marché. Soit en général le pourcentage de clients (ramené au nombre maximum de clients potentiels) ayant acheté pendant une période de référence au moins un produit/service de la société concernée. Par ex : une société ayant vendu pendant un trimestre à 50 clients sur un marché comprenant 100 clients potentiels recueille une DN (Diffusion numérique) égale à 50 %. Le trimestre suivant, si 60 clients ont acheté, la DN progresse à 60 %.

#### Dimension diffusion valeur
La diffusion valeur (en abrégé DV) vise à mesurer la dimension intensive des résultats obtenus par cette même société sur ce même marché. Elle est mesurée par le chiffre d'affaires moyen réalisé et calculé sur l'ensemble des clients acquis au cours de la période. Par ex : si la société précédente a vendu dans le trimestre de référence pour 50 000 euros chez ces 50 clients, la CA moyen (représentant la DV / DN) est de 1 000 euros. Le trimestre suivant, la CA moyen réalisé avec 60 clients est de 55 000, le CA moyen (ou DV) est passé de 1 000 euros à 916 euros.

#### Arbitrage et combinaison Effort DN / Effort DV
L'examen combiné durant la même période de la Diffusion numérique et de la Diffusion valeur sur un marché permet donc à l'entreprise de savoir comment et pourquoi ses performances ont évolué : Dans le cas cité, la DN (reflet de la dimension extensive) a bien progressé, tandis que la DV (reflet de la dimension intensive) a reculé. Sur la base de ces analyses, la Direction des ventes peut orienter de manière plus rationnelle ses programmes d'action et ses vendeurs, tantôt vers la progression de la Diffusion numérique, tantôt vers la progression de la Diffusion valeur.

### Pour le juriste
Une vente est réalisée dans le cadre d'un contrat de vente, oral ou écrit en droit commercial. Le contrat de vente précise :
- la description du bien ou du service vendu ;
- les conditions dans lesquelles se fait l'échange du bien ou du service ;
- le délai de livraison ;
- le prix et les conditions de paiement.

Différentes formes de contrat existent, du plus simple ou plus compliqué. Cependant, le simple fait d'être d'accord par oral sur la chose et sur le prix transfère la propriété du vendeur à l'acheteur. Le contrat le plus simple et le plus courant est celui que passent tacitement entre un client et un commerçant quand le client se présente à la caisse pour payer l'article qu'il a choisi d'emporter (le ticket de caisse pouvant servir de preuve matérielle à toutes fins utiles).

### Pour le comptable
La vente doit être accompagnée par une facturation, traduisant la cession d'une richesse détenue par l'entreprise en une créance sur un Tiers (le client). Pour ce faire, la diminution de valeur constatée par l'Entreprise (Baisse du stock, consommation de ressources…) doit être balancée par la création d'une créance appropriée (contrepartie de cette diminution, mais aussi comportant le niveau de rémunération nécessaire et suffisant pour rétribuer l'action de l'entreprise).

### Pour le responsable financier
Le paiement par le client de sa dette annule et remplace la créance détenue sur un client par la constatation d'une rentrée effective d'argent dans les comptes de trésorerie de l'entreprise :
- soit immédiatement si le client règle la vente au comptant. Le client pouvant bénéficier d'un escompte pour paiement comptant.
- soit ultérieurement si le client règle plus tard. Il s'agit alors d'une vente à crédit, prévoyant un règlement différé pouvant se produire en une fois ou selon un calendrier d'échéances négocié et programmé lors de la conclusion du contrat de vente.

### Pour la Direction Générale
Sans vente, il n'y a pas de chiffre d'affaires, donc pas de rentrée d'argent. Sans vente, il n'y a pas de marge et pas de couverture des frais fixes permettant à l'entreprise d'être bénéficiaire.
Le tableau suivant illustre l'évolution de la santé financière d'une entreprise en fonction de ses ventes (V1 bonnes, V2 peu, V3 trop peu) :
|    | Coût de revient | Chiffre d'affaires | Résultat de fin d'année |
| -- | --------------- | ------------------ | ----------------------- |
| V3 | 400             | 320                | Perte de 80             |
| V2 | 400             | 400                | Equilibre               |
| V1 | 400             | 480                | Bénéfice de 80          |

## Typologie
Il est possible de distinguer plusieurs typologies se rapportant à la vente :

### La vente, confrontation entre l'offre et la demande
|                                            | Demandeur « Business » (une Organisation): l'acheteur est un processus de transformation, de création de valeur ajoutée | Demandeur « Consumer » (un consommateur final): l'acheteur est une entité ou un particulier qui va consommer le produit pour sa satisfaction personnelle |
| ------------------------------------------ | --- | --- |
| Offreur « Business » (une organisation)    | B to B, Business to Business / Organisation à Organisation                                                              | B to C, Business to Customer / Organisation à Individu                                                                                                   |
| Offreur « Customer » (un individu offreur) | C to B, Customer to Business / Individu à Organisation                                                                  | C to C, Customer to Customer / Individu à Individu |

### La vente et les lieux de transaction

#### Vente sédentaire
C'est une vente se déroulant chez le vendeur (vente en magasin), il s'agit le plus souvent de la vente aux particuliers. Mais il y a des magasins réservés uniquement aux professionnels notamment dans l'industrie et l'alimentaire. En Amérique du nord, on distingue les ventes internes qui sont faites au téléphone sans jamais rencontrer le client sauf peut-être lors de salons ou de conférences.

#### Vente Itinérante
C'est une vente se déroulant chez le client, particulier ou professionnel (B to C, Business to consumer - B to B, Business to Business) selon différents modalités :
- Vente « en porte à porte » ou sur rendez-vous
- Vente à domicile

### La vente et ses modes opératoires

#### Vente avec présence physique et directe du vendeur
(ou à la suite d'une prise de rendez-vous)
- Contact individuel : Vente à domicile, démarchage, Vente à emporter , Vente sur place , vente à la Livraison
- Contact collectif : vente par réunion (à son domicile, ou au domicile de quelqu'un d'autre).
- Vente « à l'accro » (vente au particulier dans la rue, en l'accrochant) ou vente foraine.
- Colportage, Vente par tournées (dans les campagnes), Vente en laisser sur place (dite aussi : « vente à la chine »).

#### Vente par les médias
(Attention à faire la distinction entre les différents niveaux.)
- Vente via presse écrite (Insertion publicitaire accompagnée d'un coupon-réponse).
- Vente par téléphone (télévente, phoning, télémarketing).
- Vente assistée par ordinateur et télématique, avec éventuellement proposition d'un logiciel d'aide à la décision : le configurateur.
- Vente en ligne. Internet est aujourd'hui un média sur lequel il faut compter.
- Vente par correspondance (en abrégé VPC).
- Vente par Télé-achat (Chaînes TV spécialisées : voir Télé-achat).
- Vente sociale (ou social selling) par les réseaux sociaux.

#### Vente par distributeurs automatiques
Plusieurs centaines de milliers d'appareils automatiques réalisent chaque année en France un chiffre d'affaires important, réputé croître à grande vitesse (environ +10 % par an) en raison des modes de vie et des comportements d'achat actuels (disponibilité, rapidité…).
Ainsi les supérettes automatiques « SHOP 24 » de l'enseigne Casino proposent 24h/24 un assortiment d'environ 200 références basiques.

#### Vente en Point de Vente

##### Vente en point de vente contrôlé par Fournisseur
- Vente départ usine

##### Vente en Point de vente du Distributeur
- Vente en magasin,
- Vente en libre service,
- Vente en libre service assisté (LSA)

##### Vente en Drive
- Vente de « service au volant » ou « Drive-in »

#### Autres Lieux de vente
- Vente foraine (il ne possède pas de domicile ou de résidence fixe depuis plus de 6 mois)
- Vente sur marchés, foires
- Activité ambulante (il possède un domicile ou une résidence fixe depuis plus de 6 mois)
- Vente en Hôtel des Ventes
- Vente aux enchères
- Vente à la criée
- Vente à la suite d'une saisie

## Pratique de la Vente

### L'effort de Vente

#### Vente d'une offre simple ou vente transactionnelle
Elle se caractérise par la volonté de réussir la transaction le plus rapidement possible, pour un coût de transaction minimal : impératifs majeurs de vitesse et d’économie.
La relation entre l’acheteur et le vendeur est standardisée, désincarnée, massifiée.
Cette vente fonctionne d'autant mieux qu'elle concerne des produits que :
le client perçoit comme « banalisés », interchangeables, c’est-à-dire des produits pour lesquels il y a - en définitive- peu de critères de choix.
le fournisseur les détient « en catalogue », voire en stock immédiatement disponible.
Le prix - et dans une moindre mesure, un ou deux critères techniques simples - constituent dans ce type de vente les quelques paramètres qui « font » la décision.
Exemple : Achat de produits sur un catalogue VPC (vente par correspondance)
Cette vente transactionnelle peut être réalisée soit par :
- Un canal direct : téléphone, commerce électronique, catalogue VPC (un très bel exemple de réussite est DELL qui a révolutionné la vente de PC en poussant cette approche au maximum).
- Un canal indirect ou délégué : l’entreprise « créatrice de la solution » confie la vente à un ou plusieurs distributeurs qui bénéficient structurellement de coûts de distribution plus bas (parce que répartis sur une gamme plus large de produits).

Cela dit, le « bon » vendeur - même dans le cadre d'une « simple vente » - pourra tenter de réaliser une vente additionnelle ou vente croisée (technique de vente par laquelle un vendeur profite de la vente ou de l'intérêt manifesté par un acheteur pour un produit donné pour proposer et vendre un produit complémentaire ou un produit supérieur au produit initialement acquis ou visé par l'acheteur).

#### Vente d'une offre complexe ou vente de solutions
Face l'essor de l'économie mondiale, la concurrence devient de plus en plus rude et agressive. Désormais, l'envoi de bataillons de commerciaux sur les routes ne résume plus la performance de la vente d'une entreprise. La vente business to consumer et la vente business to business en particulier, n’ont eu de cesse d'évoluer.
Après avoir mis l'accent sur la capacité à réduire les coûts de son client, le message essentiel aujourd’hui est d'expliquer et de prouver sa capacité à aider les clients à résoudre leurs problèmes.
- Dans ce nouveau contexte, la vente se traite désormais d'un point de vue fortement plus large, sinon plus « élevé » :

Les vendeurs ne peuvent plus se contenter d’être les simples vitrines ou les promoteurs de l'image de leur entreprise: ils sont devenus pour leurs clients des « offreurs de solutions » et mieux encore : des « partenaires » capables de les épauler dans le maintien et, si possible, le développement de leur valeur ajoutée.

##### La vente consultative
Elle se caractérise par la nécessité d’un dialogue, d’un échange d’information entre deux personnes. Elle s’exerce à travers les forces de vente traditionnelles. Organisées en régions ou en agences, celles-ci occupent le terrain, cherchent à démarcher le client au plus près de l’endroit où il se trouve. Exemple type : concessionnaire automobile

##### La vente complexe
Longtemps cantonnée à certains secteurs spécifiques de montage d’affaires ou d’ingénierie, relativement peu théorisée et peu conceptualisée, ce type de vente connaît aujourd’hui un essor considérable :
Le vendeur doit se positionner et être reconnu par son client/prospect comme un professionnel crédible.
capable de remplir le rôle de conseil dans le cadre d'une activité déterminée.
Sa mission ne consiste plus seulement à vendre un produit au client, mais à aider le client à
formaliser /diagnostiquer ses problèmes (réalisation d'études préalables comportant dès le début l'analyse de la valeur).
trouver / mettre au point des solutions technico-économiques satisfaisantes (connaissance de l'état de l'art et des bonnes pratiques).
utiliser les produits et les services que son entreprise peut fournir à ce dernier (mise à disposition de références opérationnelles notées dans le portefeuille clients). La part en valeur marchande des produits vendus ne peut être disproportionnée à celle de la concurrence lorsqu'elle existe.
On quitte alors le mode de la transaction pour entrer dans celui de la coopération sur le long terme.
Les facteurs clés de succès pour gagner des marchés et réussir dans la vente complexe :
- Vis-à-vis de l'organisation cliente :

Savoir décoder l'activité, la situation concurrentielle et la stratégie de l’entreprise cliente.
Intégrer la multiplicité de la chaîne décisionnelle (centres de décision) dans cette entreprise pour écouter l’ensemble des besoins et s'efforcer de les satisfaire et surtout satisfaire le centre décisionnel majeur, ne pas montrer une arrogance.
- En interne :

Pratiquer une vente d’équipe, impliquant et combinant plusieurs compétences voire expertises disponibles au sein des services internes mais également chez les sous-traitants
Accepter de repenser la relation avec le client au sein du processus de vente pour créer et partager avec lui la plus-value résultante (gagnant-gagnant) en dehors d'avoir du culot.
La vente complexe constitue donc bien une nouvelle approche de la vente et peut se définir en une simple équation :
Vente complexe = vente de solutions + vente en équipe.

### Étapes d'une vente
En fonction de la nature de ce qui est vendu, c'est-à-dire la chose matérielle ou immatérielle, déplaçable ou non déplaçable, cycle court en un ou deux entretiens ou bien avec investissement en temps multi-décisionnaires, structure simple ou complexe de réception de l'objet simple ou complexe, comme vu supra, les étapes du processus de vente correspondent au métier du vendeur face au métier de l'acheteur, une vente ne se réalisant pas sans achat. L'objet devant être consommé ou bien devant être constitutif de patrimoine.

### Gestion des forces de ventes
La force de vente est constituée par l'ensemble du personnel commercial chargé de la vente et de la stimulation de la demande. Elle constitue le principal outil de la performance commerciale. Elle regroupe différents postes : directeur commercial, directeur des ventes, représentant, animateur des ventes, prospecteur, conseiller commercial, chargé d'affaires, ingénieur commercial, ingénieur technico-commercial, etc.
Les principales formes d'organisation d'une force de vente sont les suivantes :
- structure par secteurs géographiques : chaque représentant travaille sur un secteur géographique défini à l'intérieur duquel il vend la gamme complète des produits de l'entreprise.
- structure par produits : chaque représentant est spécialisé sur un segment de l'offre de l'entreprise mais sur l'ensemble du territoire géographique ; la spécialisation de la force de vente par produits est particulièrement judicieuse lorsque les produits sont techniquement complexes, hétérogènes ou nombreux.
- structure par marchés : chaque représentant travaille avec toutes les entreprises d'un même type, selon le secteur d'activité, la taille, le volume d'achat ou l'ancienneté des contacts commerciaux.

La stimulation de la motivation peut revêtir de nombreux aspects :
- la place du commercial dans l'équipe, dans l'entreprise
- les formations, l'apprentissage du métier de commercial (certaines entreprises sont réputées pour inculquer de très bonnes connaissances du métier de la vente)
- le relationnel que le commercial a déjà acquis avec ses clients (jusqu'au copinage)
- et enfin la rémunération : fixe, commissions, primes, intéressement au chiffre d'affaires, avantages en nature, récompenses diverses associées à des concours, challenges ou événements…

L'attrait pour un poste de commercial ressemble à celui que les commerciaux font valoir pour leurs produits : on ne parle pas d'abord du prix ou du salaire, mais du produit, c'est-à-dire ce qui entoure ce poste (langues parlées requises, objectifs, type de contrat d'embauche, mobilité…) Une fois l'attrait défini, on discute du prix.
C'est souvent la mobilisation de la force de vente (FDV) par une animation efficace, la définition d'objectifs et de systèmes de contrôle judicieux qui permettent d'obtenir les meilleures performances. Il importe de spécifier la façon dont les vendeurs répartiront leur temps et leur spécifier des objectifs réalistes, compréhensibles et motivants. Plus un vendeur est motivé, plus il s'investit dans son travail et meilleures sont ses performances. Il est alors « normalement » mieux récompensé donc satisfait et motivé à poursuivre ses efforts. La rémunération qui semble primordiale n'est pas toujours le point principal.
Les objectifs assignés à la force de vente doivent prendre en considération la nature des marchés visés par l'entreprise et le positionnement recherché sur chaque marché. Après avoir défini ses objectifs et sa structure, l'entreprise est en mesure de fixer la taille de sa force de vente. Celle-ci constitue un atout parmi les plus productifs, mais aussi les plus coûteux. La plupart des entreprises fixent le nombre de vendeurs dont elles ont besoin à partir d'une analyse de la charge de travail.
Dans la gestion de la force de vente, il est nécessaire de recruter et former ses équipes de vendeurs, d'animateurs ou de promoteurs. Le manager doit également contrôler ses équipes commerciales. Par souci de stratégie, certaines entreprises décident d'externaliser leur force de vente et confient la gestion de leurs équipes commerciales à un prestataire externe. On parle alors d'externalisation ou outsourcing commercial.

## Ventes et logistique
L'administration des ventes est une fonction consistant à gérer les aspects logistiques de la relation aux clients ; prise de commandes, suivi des livraisons, facturation. Les ventes sont donc étroitement liées au processus logistique.

## Professionnalisme du vendeur
Le profil d'un vendeur dépend essentiellement de la culture du pays qui embauche, cela est parfois décalé avec la culture plus le besoin final dans le pays récepteur de l'achat, si les entreprises ne sont pas multinationales. En Europe cela varie de l'apprentissage au diplôme. En France, les bac professionnels de vente se font en 3 ans avec possibilité de poursuite sur des études supérieures : master, BTS, ECT.